# 﨑山龍男
﨑山 龍男（さきやま たつお、1967年10月25日 - ）は、日本のドラマー。ロックバンドスピッツでドラムを担当。
栃木県佐野市出身。ロード&スカイ内のGrass Hopper所属。

## 人物

### 基礎情報
- スピッツのメンバーやファンからは主に「﨑ちゃん」と呼ばれる。
- 身長は166cm。
- 中高と剣道部に所属。
- 既婚者であり二児の父。下に弟も一人いる。

### 来歴
- 1967年、栃木県佐野市で生まれる。実家は洋裁店。
- 中学、高校時代にベーシストとしてバンド活動を始める。
- 栃木県立佐野高等学校3年生のとき、ヘヴィメタルバンド“THE・テルズ”の後任ドラマーとして抜擢される。崎山の後任となったベーシスト“kkluv”に「なんて弾きやすいリズムを奏でるんだ!」と驚愕された。
- 文化服装学院ファッション工科専門課程アパレル技術科を卒業。フォークソング部の部長を務めた。花形ドラマーとして実力を知られた存在であり、さまざまなバンドでヘルプドラマーをしていた。
- 1987年、文化服装学院の同級生であった三輪テツヤの紹介で、スピッツに助っ人として加わり、現在に至る。その後、一度も正式メンバーになってくれと言われていないため「﨑ちゃんは今でもヘルプ」というネタがライブ等で登場する。

### 趣味
- 動物全般が好きで、犬とウサギを飼っていたことがある。犬はゴールデンレトリバーの「キナコ」、ウサギは「モナコ」と名前をつけて可愛がっていた。
- 高校時代から阪神タイガースの大ファンであり、ライブのMCでもそのネタがたびたび出てくる。
- アップルパイ、とうもろこしが大好物。とうもろこしは好きが高じて自宅で育てようとしたが、今のところうまくいっていない。

### 音楽的影響
- LOUDNESSのドラマー・樋口宗孝に影響を受けている[2]。